# Xã Brookfield, Quận Clinton, Iowa
Xã Brookfield (tiếng Anh: Brookfield Township) là một xã thuộc quận Clinton, tiểu bang Iowa, Hoa Kỳ. Năm 2010, dân số của xã này là 416 người.